# Annemieke Bes
Annemieke Bes (née le 16 mars 1978 à Groningue) est une skippeuse néerlandaise. Elle participe aux Jeux olympiques en 2004, 2008 et 2012 pour les Pays-Bas, remportant une médaille d’argent en 2008 en classe Yngling.

## Biographie

### Voile olympique
Annemieke Bes navigue dans un premier temps en solitaire sur les séries olympiques Europe et Laser Radial. Elle bifurque ensuite vers la course en équipage sur Yngling à partir de 2001, ce qui lui permet de participer aux Jeux olympiques d’Athènes en 2004 avec Annelies Thies (en) et Petronella de Jong (en) ; l’équipage néerlandais termine en 4e position. En 2008, Bes participe à nouveau, cette fois-ci avec Merel Witteveen (en) et Mandy Muller (en) ; les trois femmes remportent la médaille d’argent. Pour les Jeux olympiques de 2012, la classe Yngling est retirée et remplacée par l’Elliott 6m ; Bes forme un équipage avec Mandy Muller à nouveau ainsi qu’avec Marcelien de Koning, elles se classent 8e,.

### Course au large
Bes participe à deux reprises à The Ocean Race, en 2017-2018 dans l’équipe Team Sun Hung Kai/Scallywag, puis en 2022 à bord de Holcim-PRB.

## Palmarès
- Jeux olympiques de 2004 : 4e en classe Yngling
- Jeux olympiques de 2008 :  en classe Yngling
- Jeux olympiques de 2012 : 8e en classe Elliott 6m